# Калоферський Різдво-Богородичний монастир (Болгарія)
Калоферський Різдво-Богородичний монастир — монастир Православної церкви Болгарії, розташований на території Карловського духовного району Пловдивської єпархії.

## Розташування
Калоферський монастир розташований приблизно за 7 км на північ від міста Калофер. Околиці монастиря являють собою мальовничу долину на березі річки Білої, оточену пагорбами Балканських гір. Приблизно за 200 метрів над монастирем починається Національний парк «Центральний Балкан» і комплекс «Бяла река». Поруч знаходиться еко-стежка «Бяла Река», яка є частиною однойменного комплексу, включаючи бівуак і дитячий центр для виживання в природі «Джендема».

## Історія

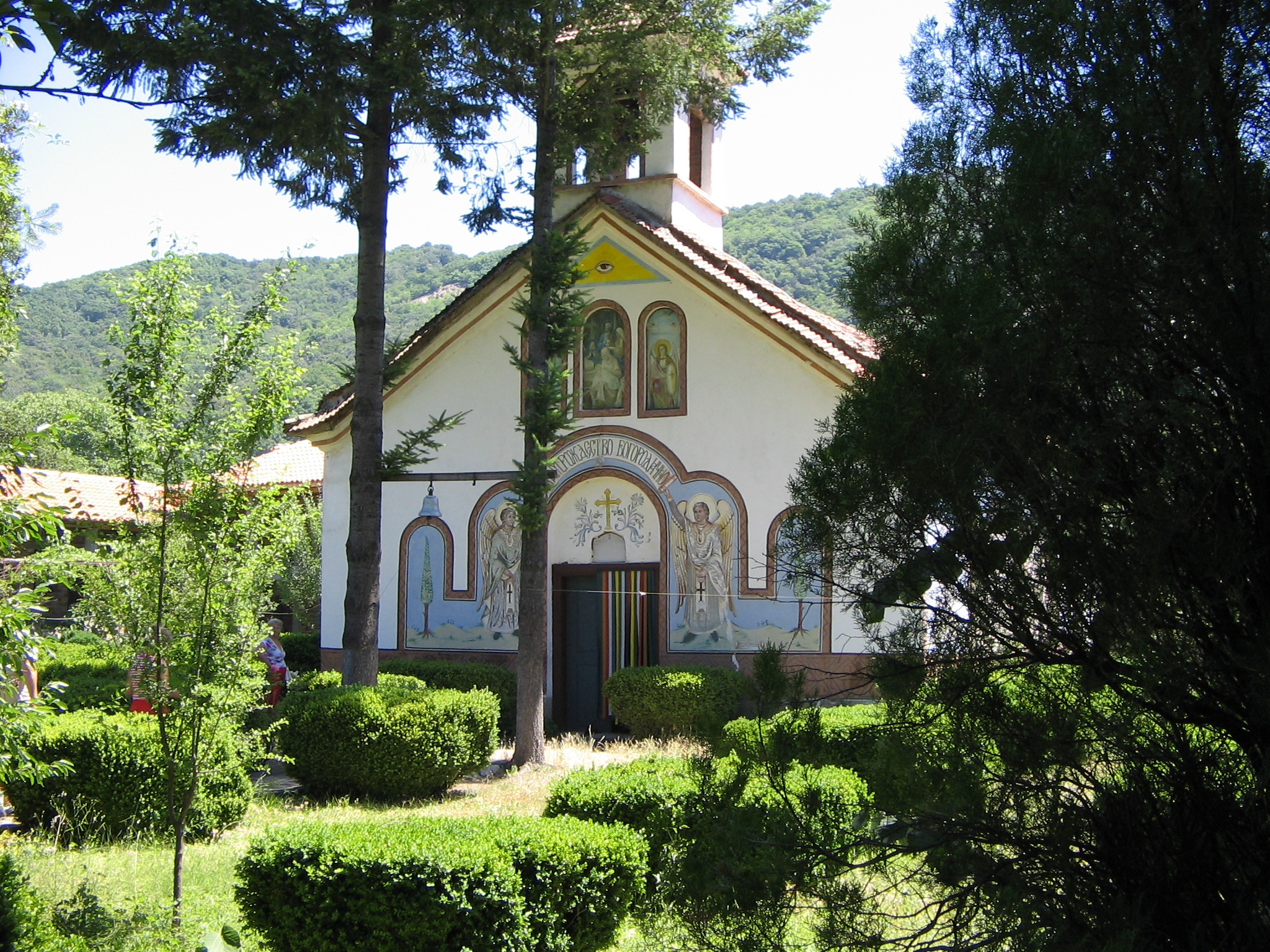
Храм «Різдва Пресвятої Богородиці»

Різдво-Богородичний монастир було засновано в 1640 р. Згодом він був зруйнований, але точної дати невідомо. Згодом був відновлений в 1819, під час російсько-турецької війни (1877—1878) під час тимчасового виведення російських військ з Калоферського монастиря і багатьох інших християнських святинь у цій області, був знову зруйнований турками. Його останнє відбудовування датується 1881 р.
З нагоди 1300-річчя заснування болгарської держави в 1981 р. монастир був відновлений з фундаменту і отримав водопостачання. Реставрація почалася в 1981 і закінчилася в 1984. Храм був розписаний у 2003 художником Михайлом Минковим із Пловдива та Нанко Нанковим з Шумена.
Свято храму відзначається 8 вересня.